# 性腺刺激ホルモン放出ホルモン
性腺刺激ホルモン放出ホルモン（Gonadotropin releasing hormone, GnRH）はFSHとLHを下垂体前葉から分泌させるペプチドホルモンである。これは視床下部で合成、分泌される。

## 遺伝子
GnRH前駆体の遺伝子は第8番染色体に位置する。この前駆体は92のアミノ酸からなり、デカペプチド（10のアミノ酸）のGnRHへ加工される。

## 構造
GnRHの姿は1977年ノーベル賞受賞者のロジェ・ギルマンとアンドリュー・ウィクター・シャリーにより次の様に明らかにされた：pyroGlu-His-Trp-Ser-Tyr-Gly-Leu-Arg-Pro-Gly CONH2.

## 神経ホルモンとしてのGnRH
GnRHは特定の神経細胞で産生され、その神経末端から放出される神経ホルモンと考えられている。視床下部のGnRHの産生の主要エリアは視索前野で、そこに殆どのGnRH分泌ニューロンが含まれている。GnRHは正中隆起の高さで門脈血流へ分泌され、性腺刺激ホルモン産生細胞の膜上にある受容体を活性化させる。GnRHはタンパク質分解によって数分の内に分解される。

## FSHとLHのコントロール
下垂体ではGnRHはFSHとLHの合成と分泌を刺激し、その過程はGnRHパルスの頻度と強さ、それからアンドロゲンとエストロゲンのフィードバックである。GnRH分泌には性差が存在し、男性ではGnRHは一定の頻度で分泌されるのに対し、女性では月経周期によってその頻度が異なり、排卵前にGnRHが急激に高まる。GnRHの拍動性は全ての脊椎動物において見られ、正しい生殖機能を確実にするのに不可欠である。従って雌ではホルモンであるGnRHが単独で卵胞成長、排卵、黄体の保持という複合した過程、そして雄では精子形成をコントロールする。

## 活性
GnRHの活性は子供のうちは非常に低い。繁殖年齢ではパルス活性は複数のフィードバックによりコントロールされた順調な繁殖機能へ重大な意味をもつ。しかしながら、妊娠するとGnRH活性は要求されなくなる。パルス活性は視床下部・下垂体どちらかでの不全（即ち視床下部抑制）または器官の傷害（外傷、腫瘍）により乱される。プロラクチンの上昇によりGnRH活性は低下する。対照的に高インスリン血症ではパルス活性を上昇させ、多嚢胞性卵巣症候群（PCOS）で見られる様なLHとFSHの活性の障害へ導く。GnRHの形成はカルマン症候群では先天的に存在しない。ドーパミンはGnRH活性を低下させるらしい。

## 他の器官でのGnRH
GnRHは視床下部と下垂体以外の例えば胎盤や性腺にも見られ、そこでの役割はよく判っていない。

## 処方
GnRHはゴナドレリン塩酸塩（Factrel）として注射して使われる。研究によって、これが注入ポンプシステムを通して視床下部性性腺機能低下症の患者へ排卵を誘発させる事が明らかになった。

## アゴニスト（作用薬）とアンタゴニスト（拮抗薬）
GnRHが合成され手に入るようになった一方で、短い半減期の所為でそれを医療へ用いるには注入ポンプを要する。GnRHのデカペプチド構造の改変により性腺刺激ホルモンへ刺激（GnRHアゴニスト）または抑制（GnRHアンタゴニスト）の作用をする類似体の薬物に行き着いた。重要なことに、ダウンレギュレーションを通してアゴニストはまた延長された抑制効果を行使することができる。